# Nielsenia
Nielsenia nordica
Genre
Espèce
Nielsenia est un genre éteint de poissons préhistoriques dipneustes qui vivait lors du Dévonien. Une seule espèce est rattachée au genre, Nielsenia nordica.

## Publication originale
- Jean-Pierre Lehman, « Les dipneustes du Dévonien supérieur du Groenland », Meddelelser om Grønland, Copenhague, vol. 160,‎ 1959, p. 1-58 (ISSN 0025-6676).